# Robert Van de Velde (1895-1978)
Robert Vande Velde (Sint-Niklaas, 24 juli 1895 - Oostende, 1978) was een Belgisch art-deco-steenbeeldhouwer en een ontwerper van penningen.

## Familie
Vande Velde werd geboren als zoon van de Sint-Niklase marmer- en steenhouwer Carolus Ludovicus vande Velde-Van Steenlant, zijn jongere broer Lucien Van de Velde (1910-1997), werd eveneens een gekend kunstenaar. Hij leerde bij zijn vader de stiel en vervolmaakte zich in de plaatselijke academie bij Jozef Horenbant.

## Carrière
Hij ontwikkelde tijdens zijn jeugd een diepgaande vriendschap met priester-beeldhouwer August Nobels, die hem aangemoedigde om religieuze thema's te houwen, hetgeen aansloot bij zijn bewondering voor de gotische beeldhouwkunst. Tijdens de oorlog vervolmaakte hij zijn opleiding aan de Antwerpse academie, net zoals zijn kozijn kunstschilder Leo Engels (1882 - 1952), die hem portretteerde in 1929.
Hij hieuws naast zerken in art deco ook figuratief werk; zo werkte hij in opdracht van Leon Scheerders en was hij een pionier in de ontwikkeling van de Poterie de Waes. Hij ontving gedurende zijn leven belangrijke opdrachten van onder anderen Edmond Meert en textielfabrikant Lucien Reychler.
Hij behoort samen met Joseph Heyndrickx-Pyl, (vader van Werner Heyndrickx) tot de belangrijkste art-deco-beeldhouwers uit het Waasland. Zo werkte hij in opdracht van August en Leander Waterschoot aan de ornamenten op de gevels van de Broederschool. Daarnaast beeldhouwde hij verschillende zerken en gedenktekens, waaronder het monumentale graf van de familie Scheerders-Van Kerchove in Belsele. Hij vervaardigde het oorlogsmonument van Belsele en kapte de ornamenten van het oorlogsmonument van Sint-Niklaas.
Zelf stimuleerde hij Wase kunstenaars en ambachtslieden als bestuurder en medestichter van de Koninklijke Wase Kunstkring, opgericht door Paul van Bel. Tijdens de eerste tentoonstelling van deze kring ontving hij lovende kritieken voor zijn bekendste opus "de Denker", tegenwoordig op de tombe van zijn vader. Zelf vormde hij een nieuwe generatie beeldhouwers als leerkracht aan de Academie en Sint-Carolus. Tot zijn bekendste leerlingen behoren Alfons Van Meirvenne en Valeer Peirsman, uit Temse. Hoewel zijn atelier in de Peperstraat was, woonde hij in een art-decowoning, van de hand van Hilaire De Boom, in de Koningin Elisabethwijk.
Hij overleed en is bijgezet in Oostende, waar zijn dochter woonde.

## Opus

### Funerair erfgoed
- Ornamenten in blauwe arduin op het Oorlogsmonument, Sint-Niklaas.
- Heldenmonument, Belsele.
- Monumentale grafzerk voor Oscar Van Durme, Tereken.
- "De Denker"; monumentaal graf voor Charles vande Velde-Van Steenlant, Tereken.
- "Christus onder het Kruis"; monumentaal graf voor Leon Scheerders-van Kerchoven, Belsele.
- "Treurende Vrouw"; monumentaal graf Familie Van Geeteruyen-Rogman, Belsele.
- Bas-reliëf in witte marmer: monumentaal graf voor Apotheker François Tuypens - De Belie, Tereken.
- "Pieta"; monumentaal graf, familie Maes-Sloor, Nieuwkerken.
- Bas-reliëf in witte steen, monumentaal graf familie de Wolf-Noens, Tereken.
- "Christus rustende in het Graf"; monumentaal graf familie De Kesel, Nieuwkerken-Waas.
- Grafzerk met ornamenten, familie Ringoot Daelman, Belsele.
- Grafzerk met ornamenten, familie Hendrickx-Hoornaert, Tereken.
- Grafzerk met ornamenten, familie Cools-Thierens, Tereken.
- Grafzerk met ornamenten, familie Duyver-Deshayes, Tereken.
- Grafzerk met ornamenten, notaris Gilbert Back-Goossens, Tereken.

### Ander
- Buste van Priester Poppe, "Wardje Poppe", Verz. te Moerzeke.
- Portret op papier van EH. August Nobels, verz. Biblioteca Wasiana.[4]
- Denkende Ouderling, beeltenis van Commissaris Cruyssaert, verz. Stem, Sint-Niklaas.
- Onze Lieve Vrouw, Plaasteren afgietsel, Verz. KOKW.
- "Jezus en de schriftgeleerden". POV.0095 - Bassevelde, Kerkbestuur Onze-Lieve-Vrouw Hemelvaart
- "Victoire", Penning in Zilver:  Stedelijke Musea Ronse.
- De denker, verz. KMSK.
- O.L.Vrouw met Christus, Wetteren.

## Galerij

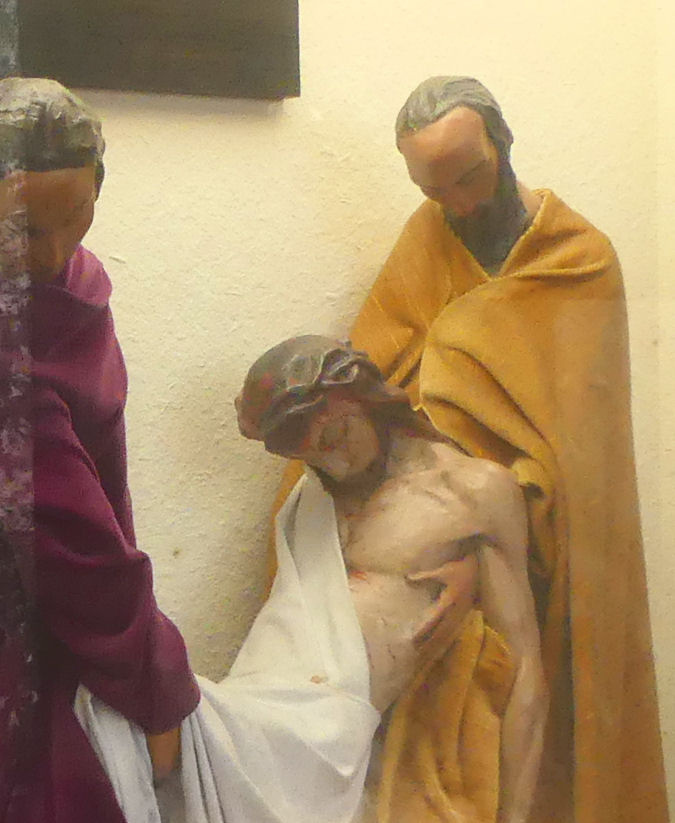
Kruiswegstatie, kerk Kristus Koning.
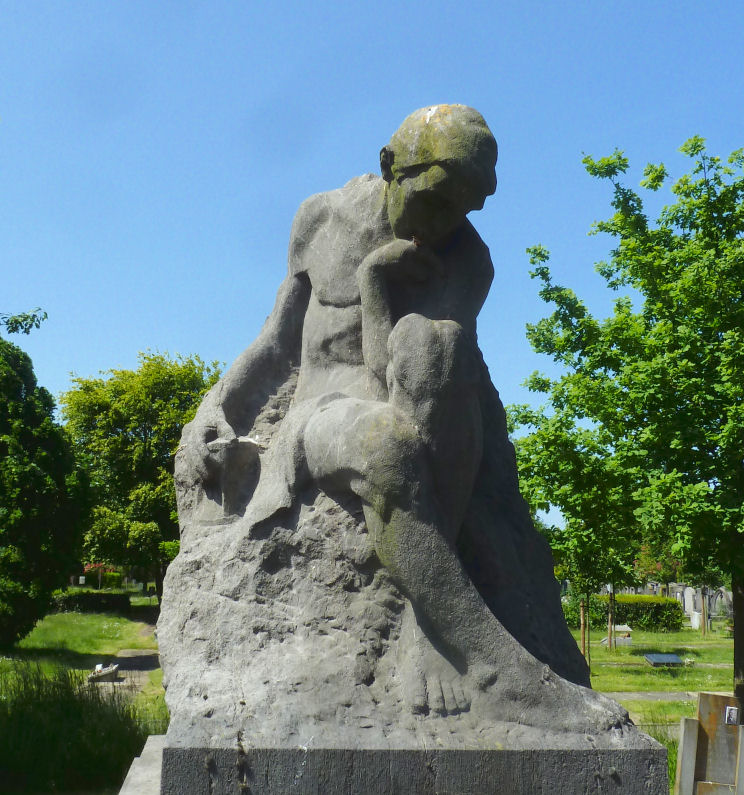
"De Denker", monumentale zerk van Charles Vande Velde, Kerkhof Tereken
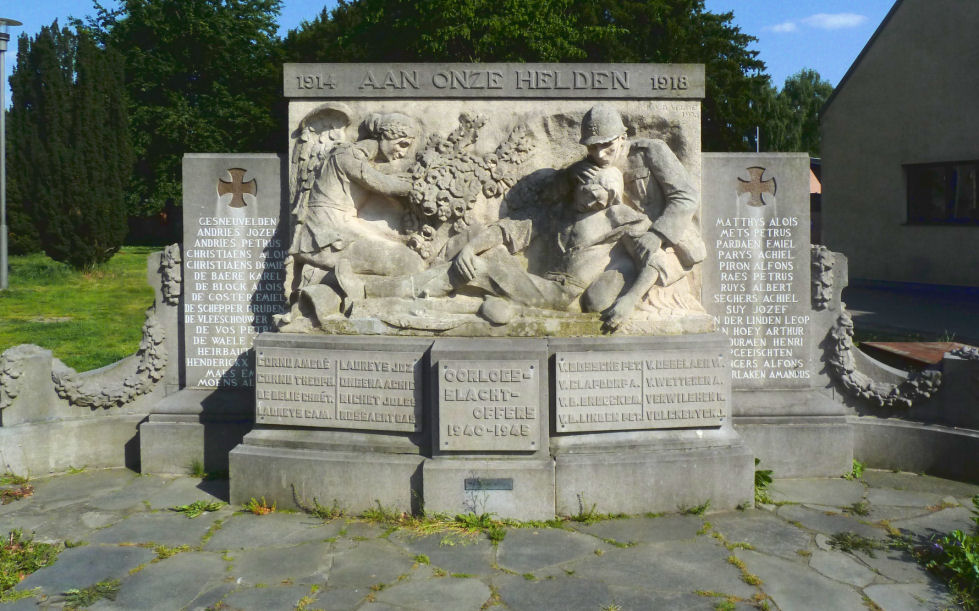
Heldenmonument te Belsele
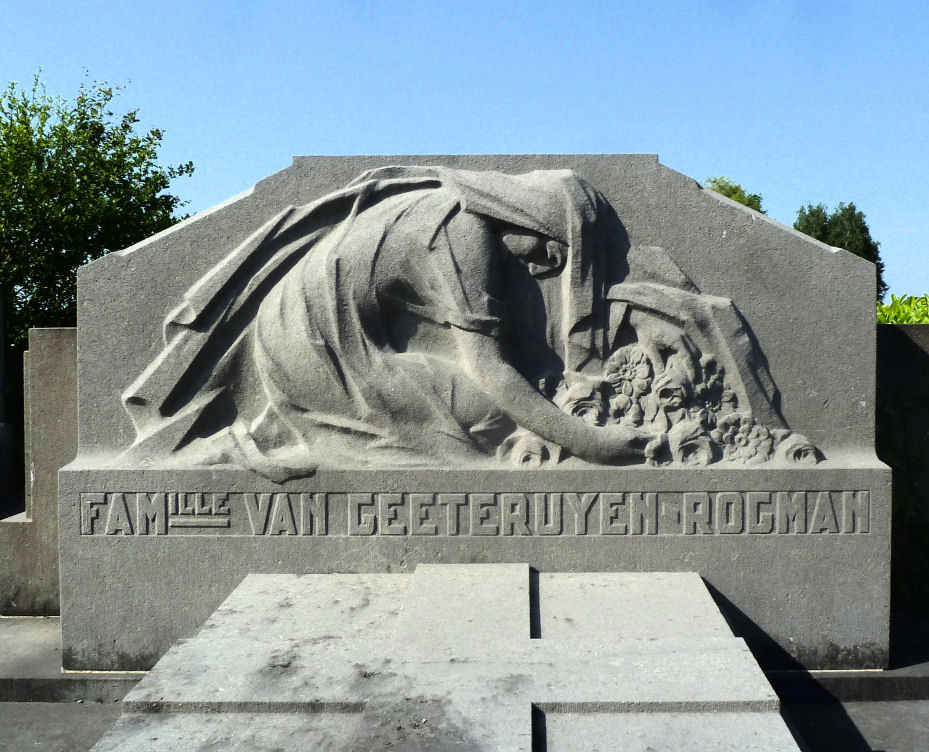
Treurende Vrouw, grafzerk van Geeterruyen-Rogman te Belsele.
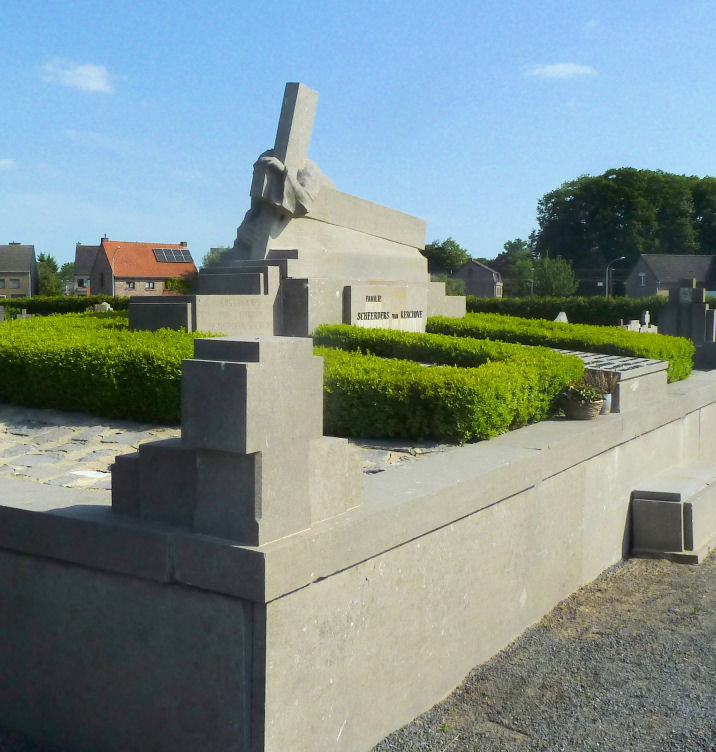
Christus onder het Kruis: monumentale grafzerk van Leon Scheerders-Van Kerchove, Belsele
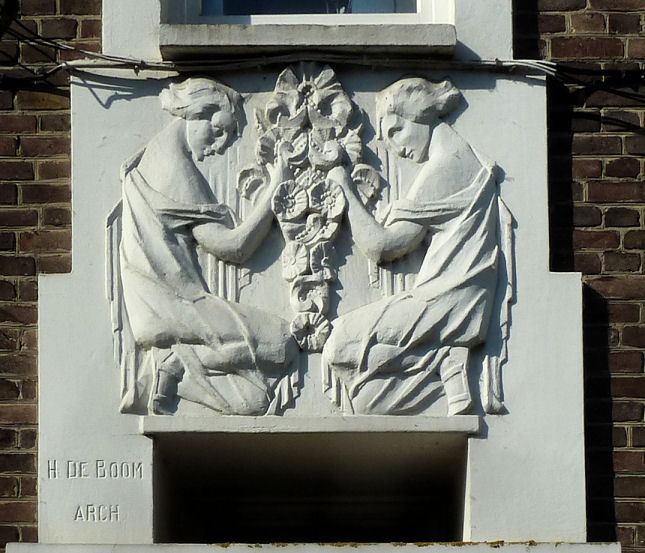
Reliëf, Woonhuis door Hilaire de Boom, Sint-Niklaas.
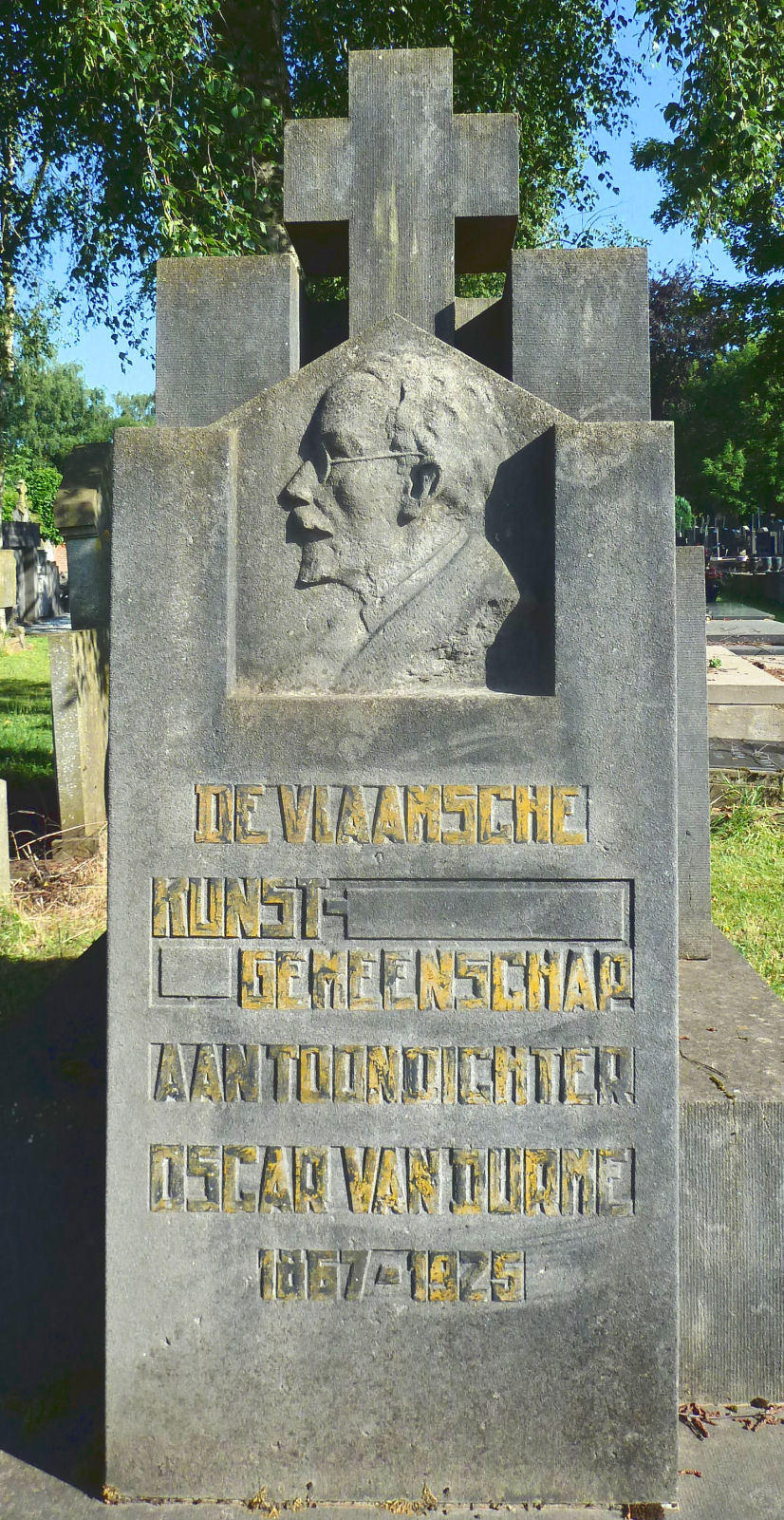
Grafzerk met portret in Reliëf voor Oscar Van Durme
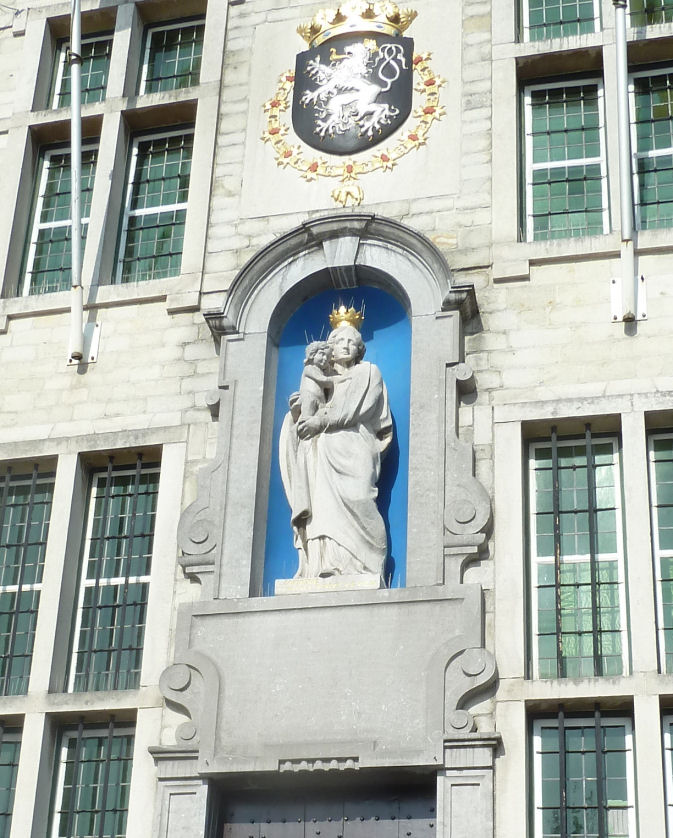
O.L.V.-beeld, kopie naar een 17e-eeuws beeld, Cipierage, Sint-Niklaas